# SAR (radar)
Radar s sintetično odprtino (angl. Synthetic Aperture Radar - SAR) je vrsta radarja za snemanje terena, ki z gibanjem radarske antene, postavljene pravokotno na smer njenega gibanja izdela celotno radarsko sliko površine. Celoten postopek je močno podoben holografiji.
Ta vrsta radarja se od običajnega radarja razlikuje po tem, da med gibanjem radarsko sliko (tj. amplitudo in fazni kot) nekega objekta oz. površine zajame v več zaporedenih časovnih intervalih, kar pomeni zajemanje radarske slike iz več različnih položajev antene.  Vse zaporedne slike se z naknadno obdelavo podatkov sestavijo v eno samo sliko. Zaradi gibanja antene prečno na opazovani objekt in zajema več slik iz nekoliko različnih položajev se dolžina antene navidezno podaljša, to pa omogoča zajem slike z visoko ločljivostjo tudi s precej manjšo anteno, kot bi jo za dosego enake kakovosti slike potreboval običajni radar. 
Kvaliteta slike je odvisna predvsem od valovne dolžine radarja; manjša valovna dolžina omogoča boljšo ločljivost. Najboljši sistemi danes že dosegajo ločljivost nekaj milimetrov in tudi manj.
Radar s sintetično odprtino zahteva, da mora imeti vsak oddan radarski impulz enako amplitudo in fazni kot, položaj in hitrost gibanja antene morata biti poznana, poleg tega pa postopek zahteva veliko obdelave podatkov po zajemu slike (kar zaradi zmogljivih in kompaktnih računalnikov danes lahko poteka v realnem času).
Zaradi vseh prednosti se ta vrsta radarja precej uporablja za radarsko fotografiranje površin in se namešča na izvidniška  letala, satelite in vesoljske sonde. 